# امپراتور آئی
امپراتور آئی تانگ (۲۷ اکتبر ۸۹۲–۲۶ مارس ۹۰۸) همچنین معروف به امپراتور ژوان شوان (唐昭宣帝)، متولد با نام لی زو، که بعداً به نام لی چو (به چینی:李柷؛ پین‌یین: Li Chù) تغییر یافت، از دودمان تانگ چین شناخته شد، آخرین امپراتور چین بود که بر تانگ فرمان می‌راند. او به عنوان یک حاکم دست نشانده ژو ون از ۹۰۴ تا ۹۰۷ سلطنت کرد. امپراتور آئی پسر امپراتور ژائوزنگ بود. در نهایت امپراتور آئی توسط ژو ون به قتل رسید.
امپراتور آئی در سن ۱۱ سالگی پس از ترور پدرش، امپراتور ژائوزنگ، به دستور فرمانده جنگ سالار ژو کوان‌ژونگ در سال ۹۰۴، بر تخت نشست و در حالی که امپراتور آئی سلطنت می‌کرد، دربار تانگ، سپس در لوئویانگ، تحت کنترل مقاماتی بود که ژو مسئول آن بود. در سال ۹۰۵، تحت تحریک همکارانش لیو کان و لی ژن، زو از امپراتور آئی فرمانی صادر کرد که ۳۰ تن از اشراف ارشد را در ایستگاه بایما (白馬驛، در آنیانگ امروزی، هنان)، در نزدیکی رودخانه زرد، احضار کند. پس از آن به اشراف دستور داده شد که خودکشی کنند و اجساد آنها را به رودخانه زرد انداختند. او نتوانست کاری کند که ژو ون را از قتل برادران و مادرش در همان سال بازدارد. کمتر از دو سال بعد در سال ۹۰۷، ژو ون آخرین حرکت خود را علیه خود امپراتور آئی انجام داد و امپراتور جوان را مجبور کرد که در مقابل او تسلیم شود. و در همان سال سلسله لیانگ را تأسیس کرد. در سلسله جدید لیانگ ژو، امپراتور سابق تانگ لقب شاهزاده جین را داشت، اما در سال ۹۰۸، ژو ون شاهزاده را در سن ۱۵ سالگی مسموم کرد.

## پیش زمینه
لی زو در سال ۸۹۲ در کاخ اصلی در چانگان پایتخت امپراتوری تانگ به دنیا آمد. پدرش امپراتور ژائوزنگ قبل از بدنیا آمدن او امپراتور بود و آئی نهمین پسر امپراتور ژائوزنگ بود. مادر او که قبلاً یک پسر بزرگتر از خود به دنیا آورده بود، لی یو، شاهزاده د، که بزرگ‌ترین پسر امپراتور ژائوزنگ بود.
در سال ۸۹۷، لی زو به همراه برادرانش لی می (李秘) و لی چی (李祺) عناوین شاهزادگان دریافت کردند. عنوان لی زو شاهزاده هوی بود. در اوایل سال بعد لی یو به عنوان ولیعهد منصوب شد و مادر آنها نیز به عنوان امپراتوریس تانگ برگزیده شد.
تا سال ۹۰۳ ژو کوان‌ژونگ، فرماندار نظامی (جیدوشی) ناحیه ژوان وو (宣武، مقر آن در کایفنگ مدرن، هنان امروزی) بود که قبلاً به عنوان یکی از قدرتمندترین جنگ سالاران قلمرو تانگ خدمت می‌کرد. دربار امپراتور ژائوزنگ در چانگان را به‌طور کامل تحت کنترل درآورد. در آن سال، امپراتور ژائوزنگ آماده شد تا به ژو ون عنوان معاون ژنرال یسیمو تمام اختیارات را بدهد و یکی از پسرانش نیز به عنوان ژنرال یسیمو خدمت کند، ولی او در ابتدا می‌خواست این عنوان را به لی یو بدهد، زیرا لی یو بزرگ‌ترین پسرش بود. با این حال، ژو ون شاهزاده‌ای جوان‌تر به عنوان ژنرال یسیمو را مناسب تر می‌دید تا تمرکز قدرت را از جانب خود تغییر ندهد، بنابراین کوی، به دستور ژو ون، لی زو را توصیه کرد. امپراتور ژائوزنگ موافقت کرد و لی زو به عنوان ژنرال یسیمو انتخاب شد.
در سال ۹۰۴، ژو ون امپراتور ژائوزنگ را مجبور کرد تا پایتخت را از چانگان به لوئویانگ منتقل کند، که حتی بیشتر تحت کنترل ژو ون قرار داشت. بعداً در همان سال، از ترس اینکه امپراتور بالغ ژائوزنگ سعی کند علیه او قیام کند در حالی که او در مبارزات علیه دیگر جنگ سالاران دور بود، امپراتور ژائوزنگ را ترور کرد. او با دور زدن لی یو و دیگر شاهزادگان مسن تر، فرمانی به نام امپراتور ژائوزنگ صادر کرد که ولیعهدی لی زوئو را اعلام کرد و نام او را به لی چو تغییر داد. اندکی بعد، لی چو (به عنوان امپراتور آئی) تاج و تخت را به دست گرفت. ملکه او، که از ترور جان سالم به در برد، ملکه مادر شد.

## سال‌های حکومت
در زمانی که امپراتور آئی تاج و تخت را به دست گرفت، یکی از صدراعظمان او لیو کان، همکار نزدیک ژو ون کوان‌ژونگ بود. لیو، که از یک خانواده اشرافی نبود، از اشراف سنتی رنجید و از ژو ون حمایت کرد که اشراف ارشد باید سلاخی شوند تا از مقاومت آنها در برابر ژو ون جلوگیری شود. ژو ون موافقت کرد و در سال ۹۰۵، بر اساس فرامینی که به نام امپراتور آئی صادر شد، حدود ۳۰ نفر از آنها در ناحیه بایما جمع شدند و دستور خودکشی به آنان داده شد. سپس اجساد آنها را به رودخانه زرد انداختند. قربانیان شامل صدراعظم سابق پی شو، دوگو سان، کوی یوان، لو یی، و وانگ پو و همچنین مقامات ارشد ژائو چونگ (趙崇) و وانگ زان (王贊) بودند. تقریباً در همان زمان، ۹ نفر از برادران امپراتور آئی، از جمله لی یو نیز به دستور ژو ون کشته شدند.
در همین حال، لیو، و همچنین دیگر یاران نزدیک ژو ون در دربار لوئویانگ، جیانگ ژوان هویی (蔣玄暉) مدیر ارتباطات قصر و ژانگ تینگ‌فان (張廷範) فرمانده نگهبانان امپراتوری، در حال تدارک مراسمی بودند تا امپراتور آئی را تسلیم ژو ون کنند. با توجه به سوابق گذشته در مورد انتقال سلسله، آنها ابتدا از امپراتور آئی فرمانی صادر کردند تا ژو ون عنوان شاهزاده وی (魏王) را دریافت کند و ۹ موهبت را به او اعطا کنند. اما ژو ون، خواستار تاج و تخت حتی سریعتر از این بود ولی با این تشریفات سرعت انتقال امپراتوری کاهش پیدا می‌کرد که این برای ژو ون اصلاً مطلوب نبود. او سپس حکام دولتی جیانگ، لیو و ژانگ را به قتل رساند. وانگ و ژائو سپس ملکه دواگر هی را که با جیانگ همکاری می‌کرد به این امید که او و امپراتور جوان در امان بمانند، به دروغ متهم کردند که با جیانگ رابطه برقرار کرده است؛ بنابراین او نیز اعدام شد، و امپراتور آئی مجبور شد پس از مرگ او را بدنام کرده و به درجات معمولی تنزل دهد، اگرچه او همچنان اجازه داشت برای او عزاداری کند.
در سال ۹۰۷، ژو به توصیه متحد خود، لو شووی، فرماندار نظامی ناحیه وی بو (魏博، که مقر آن در هندان مدرن، هبی است)، سرانجام تصمیم گرفت تاج و تخت را به دست گیرد. در اواخر سال، امپراتور جوان تاج و تخت را به او واگذار کرد، دودمان تانگ را پایان داد و دودمان لیانگ پسین جدیدی را به عنوان امپراتور (تایزو) تأسیس کرد. اگرچه چندین جنگ سالار منطقه، از جمله لی کیونگ، لی مائوژن، یانگ وو و وانگ جیان، از به رسمیت شناختن او امتناع کردند و عملاً به حاکمان ایالت مستقل خود (به ترتیب: جین، وو و چی تبدیل شدند) تبدیل شدند. از میان آن ایالت‌های جدید، جین، چی و وو همچنان از نام دوره تیان‌یو امپراتور آئی استفاده می‌کردند و به‌طور ضمنی هنوز او را به عنوان امپراتور می‌شناختند.

## مرگ
امپراتور بازنشته آئی در آخرین سال زندگی خود از لوئویانگ به استان کائو (曹州، در هزه امروزی، شاندونگ) منتقل شد و عمارتش را با حصاری از خار در اطراف آن تحت حفاظت شدید قرار دادند. سپس در سال ۹۰۸ ژو ون لی چو را مسموم کرد و به لی چو نام پس از مرگ آی (哀، "سوگنده") داد. در سال ۹۲۸، در آن زمان، لی سیوان، پسرخوانده لی کیونگ، به عنوان امپراتور ایالت جانشین جین، تانگ پسین (به عنوان امپراتور مینگ‌زونگ)، که ادعا می‌کرد ادامه مشروع سلسله تانگ است و قبل از آن دودمان لیانگ پسین را ویران کرده بود، فرمانروایی می‌کرد، امپراتور مینگ‌زونگ به مقامات پیشنهاد کرد که امپراتور آئی تجلیل شود. امپراتور مینگ‌زونگ سپس دستور ساخت معبدی را در استان کائو برای امپراتور آئی داد. در سال ۹۲۹ مقامات امپراتور مینگ‌زونگ پیشنهاد دادند که به امپراتور آئی یک نام پس از مرگ امپراتور ژائو شوان مناسب‌تر (یعنی سنتی‌تر تانگ) با نام معبد جینگ زونگ داده شود، اما آنها همچنین خاطرنشان کردند که از آنجایی که معبد امپراتور آئی در میان معبدهای امپراتوری نبود، نام اجدادی امپراتوری نیز چنین نیست؛ بنابراین، فقط نام جدید پس از مرگ پذیرفته شد و نام معبد چنین نبود تغییری نکرد. با این حال تاریخ‌های سنتی او را بیشتر به عنوان امپراتور آئی و همچنین در برخی مواقع به عنوان امپراتور ژائو شوان یاد می‌کنند.